# Feuer Náthániel
Feuer Náthániel (Szobotiszt, 1844. augusztus 24. – Budapest, 1902. november 25.) orvos, az MTA tagja.

## Élete
Orvosi tanulmányait Bécsben végezte, ahol 1872-ben sebészi és szemészmesteri oklevelet szerzett. Már ekkor a szemészetet választotta szakjává és két esztendőn át a bécsi egyetemi szemészeti klinikán Arlt tanár oldalán működött. 1872 és 1875 között a kolozsvári egyetemen Schulek Vilmos tanárnak, akivel Bécsben ismerkedett meg, tanársegédje volt. 1874-ben a kolozsvári egyetem magántanára lett, s egy évvel később visszatért Bécsbe, ahol az ottani orvostudományi egyetemen szintén magántanárrá képesítették. Élete fő céljául ezentúl a legveszedelmesebb és legpusztítóbb szembetegségek egyikének, a trachomának tanulmányozását és leküzdését tűzte ki és ezen a téren szerzett Magyarország határain messze túlterjedő hírességet. 1886-ban a belügyminisztériumban királyi közegészségügyi felügyelővé nevezték ki és ebben az állásában az egész ország trachomaügyének ellenőrzését vezette. 1891-ben a budapesti egyetemen a szemészet magántanára, majd 1895-ben rendkívüli tanára lett. 1893-tól ő állt a budapesti Szent István Kórház trachomaosztályának élén. Az orvosi szaklapokban sok értekezése jelent meg a szemészet köréből. Fő műve a három kiadásban megjelent Trachoma-útmutató.
A szegedi izraelita temetőben helyezték végső nyugalomra.

### Családja
Házastársa Ziffer Paula (1860–1931) volt. Lánya Feuer Ella volt, Lőw István magánhivatalnok felesége. Fia Feuer Egon.